# Lourches
Lourches és un municipi francès, situat a la regió dels Alts de França, al departament del Nord. L'any 2006 tenia 3.908 habitants. Limita al nord amb Escaudain, al nord-est amb Denain, al sud-est amb Douchy-les-Mines, al sud amb Neuville-sur-Escaut, al sud-oest amb Bouchain i a l'oest amb Rœulx.

## Demografia
| 1962                                       | 1968  | 1975  | 1982  | 1990  | 1999  | 2006  |
| ------------------------------------------ | ----- | ----- | ----- | ----- | ----- | ----- |
| 5.447                                      | 5.595 | 4.666 | 3.742 | 3.644 | 3.781 | 3.908 |
| Des de 1962: població sense dobles comptes |       |       |       |       |       |       |

## Administració
| Període   | Identitat       | Partit |
| --------- | --------------- | ------ |
| 2001-2008 | Marc Montuelle  | PS     |
| 2008-     | Jean-René Bihet |        |